# Comil Galleggiante
O Comil Galleggiante foi uma série de carrocerias de ônibus rodoviários, apropriados para médias e longas distâncias, fabricada pela empresa brasileira Comil. Foi produzido entre 1991 e 1998.

## Generalidades
O Galleggiante foi lançado em tese para substituir o modelo Condottiere, mas ambos acabaram sendo produzidos em conjunto por um tempo.
Fabricada sobre os chassis Mercedes-Benz, Volkswagen, Scania e Volvo, são disponíveis atualmente nos modelos 3.40, 3.60 e 3.80. Os números são referentes as alturas correspondentes de cada modelo produzido. Uma curiosidade é que o Galleggiante foi o modelo de ônibus até hoje que mais teve unidades produzidas com porta de acesso do motorista, inclusive as versões leves.

## História
No início dos anos 90 foram concluídas as obras da Fábrica da Comil em Erechim. Foi nesse contexto que foi lançado o Galleggiante em 1991. O modelo que se somava a linha de rodoviários da marca. E também foi produzida a primeira carroçeria para exportação do modelo, a venda foi feita para a Empresa Sanchesa e Sanches do Chile. O primeiro modelo foi o 3.80, que foi montado sobre chassis ou plataformas Mercedes-Benz, Scania ou Volvo de dois ou três eixos, com altura total de 3,80 m (fora da área do ar condicionado), o ônibus tinha frente acentuadamente inclinada, enormes para-brisas dianteiros com desembaçador elétrico, portas pantográficas (para acesso ao salão e bagageiros), esmerado acabamento interno e “as mais espaçosas poltronas do mercado“. Para racionalizar a produção, foram utilizadas as mesmas janelas laterais do Condottiere.
Em 1992 foi apresentada a versão 3.60 (com 3,60 m de altura) e em 1994, com pequenas alterações estéticas (pra-brisas superior sem divisão, tampa de visita dianteira maior, caixa de itinerário sobre o painel, brake-light), também a versão 3.40 (3,40 m de altura). Quatro anos depois o modelo é descontinuado dando lugar ao Campione, que ganha a versão low driver (HD), até então inédita na marca.

## Modelos fabricados
O Galleggiante foi fabricado entre 1991 e 1998 em três versões:
- 3.40: lançado em 1994, foi o último modelo lançado, tendo portanto o mais curto tempo de produção dos Galleggiante. Era o menor modelo da linha e também o mais baixo, com 3,40 metros de altura, como indica o nome desta versão. Por ser o menor tinha função mais voltada a trajetos de curta duração e também fretamento. Era o modelo de sua categoria que mais teve unidades com porta de acesso do motorista no Brasil, o que era um diferencial deste modelo.

- 3.60: segundo modelo da linha Galleggiante a ser lançado, em meados de 1992. Com 3,60 metros de altura, era o modelo intermediário e tinha finalidade semelhante ao modelo 3.80, voltado a deslocamentos médios e longos. Assim como o 3.40, teve muitas unidades fabricadas com porta de acesso do motorista.

- 3.80: modelo mais alto (3,80 metros de altura) e mais requintado. Foi o primeiro Galleggiante a ser lançado, no fim de 1991, portanto o que ficou mais tempo em produção. Único modelo da linha que tinha porta central de acesso dos passageiros e também teve muitas unidades fabricadas com porta de acesso do motorista.